# Ognjen Vukojević
Ognjen Vukojević [ɔɡɲɛn ʋukɔjɛʋiʨ] (* 20. Dezember 1983 in Bjelovar, SFR Jugoslawien) ist ein ehemaliger kroatischer Fußballspieler und heutiger Trainer.

## Als Spieler

### Verein
Die Karriere des defensiven Mittelfeldspielers begann bei Mladost Ždralovi und NK Bjelovar, bevor er 2003 seine Profilaufbahn bei NK Slaven Belupo Koprivnica einschlug. 2005 wechselte er nach Belgien zu Lierse SK. Er kam dort nur selten zum Einsatz und wechselte ein halbes Jahr später zurück in die kroatische Liga zu Dinamo Zagreb. Dort erhielt er schnell den Spitznamen "Dinamos Gattuso" aufgrund seiner Spielweise. In seiner zweiten vollen Saison 2007/08 gehörte er mit seinen elf Treffern in 29 Spielen zu den erfolgreichsten Torschützen seines Vereins. Zur Saison 2008/09 wechselte er zum ukrainischen Rekordmeister Dynamo Kiew, bei dem er einen Fünfjahresvertrag unterschrieb und auf Anhieb Stammspieler wurde.
Ende Februar 2013 lieh Spartak Moskau Vukojević bis zum Saisonende aus. Für die Saison 2014/15 wurde er an Dinamo Zagreb verliehen, für das er 17 Ligaspiele, vier Europacupeinsätze und fünf Cupspiele (1 Tor) absolvierte. Am 2. Juni 2015 gab der FK Austria Wien die Verpflichtung von Vukojević bekannt. Nach der Saison 2016/17 verließ er die Austria und beendete seine aktive Karriere.

### Nationalmannschaft
Vukojević absolvierte sein erstes Spiel mit der kroatischen Fußballnationalmannschaft bei einem Freundschaftsspiel am 16. Oktober 2007 gegen die Slowakei. Bis 2014 stand er in 55 Partien auf dem Feld und erzielte dabei vier Treffer.

### Erfolge
- Ukrainischer Meister: 2009
- Kroatischer Meister: 2006, 2007, 2008
- Kroatischer Pokal: 2007, 2008

## Als Trainer
Neben seiner Tätigkeit als Scout für Dynamo Kiew ist Vukojevic seit 2019 Trainer der kroatischen U-20-Auswahl.

## Privat
Vukojević ist der Patenonkel von Eduardo da Silvas Sohn.